# Jeuxey
Jeuxey település Franciaországban, Vosges megyében. Lakosainak száma 663 fő (2022. január 1.). Jeuxey Deyvillers, Dogneville, Épinal és Longchamp községekkel határos.

## Népesség
A település népességének változása:
| Lakosok száma | 672  | 685  | 705  | 687  | 685  | 683  | 680  | 671  | 663  |
|               | 2013 | 2015 | 2016 | 2017 | 2018 | 2019 | 2020 | 2021 | 2022 |